# Animalki
Animalki – polski, częściowo animowany, film dla dzieci z 1988 roku. Debiut reżyserski Andrzeja Orzechowskiego, który jest także autorem scenariusza filmu. Orzechowski otrzymał za tę produkcję I Nagrodę na Międzynarodowym Festiwalu Filmów dla Dzieci i Młodzieży w Tomar. Teksty piosenek napisała Agnieszka Osiecka.

## Fabuła
Mała dziewczynka - Asia (Monika Sapilak) - nudzi się, kiedy brat (Arkadiusz Wojnarowski) i ojciec (Tadeusz Huk) są zajęci. Nie potrafi zwrócić na siebie uwagi, więc zaczyna się interesować filmem, nad którym pracuje ojciec. Asia ogląda rysunki - podobizny bohaterów powstającej bajki, zwanych Animalkami. Celuloid z dwiema postaciami dziewczynka wrzuca do akwarium. Animalki ożywają i zaczynają sprawiać kłopoty. Asia ma okazję przeżyć interesującą przygodę.

## Obsada
- Tadeusz Huk jako Tata Asi i Tomka
- Monika Sapilak jako Asia
- Arkadiusz Wojnarowski jako Tomek, brat Asi

### Dubbing
- Jarosław Domin
- Mieczysław Gajda
- Wojciech Szymański
- Henryk Talar